# 양세영
양세영(2002년 10월 3일 ~ )는 대한민국의 축구 선수로, 포지션은 미드필더이다. 현재 안산 그리너스 소속이다.